# Falsomiele-Borgo Ulivia
Falsomiele-Borgo Ulivia è la dodicesima unità di primo livello di Palermo. Falsomiele-Borgo Ulivia sono due quartieri limitrofi ma differenti della città di Palermo: il primo caratterizzato sostanzialmente da edilizia popolare degli anni '50 e da una parte storica di via Villagrazia Bassa; l'altro da edilizia popolare sperimentale degli anni '60 e residenziale (anni '70), includendo anche una parte storica, il Baglio-Casale Settimo (sec. XVII) e del Baglio Niscemi, non più esistente. 
È situata nella zona sud-est della città e fa parte della III Circoscrizione. L'area fa parte del macro-quartiere Villagrazia-Falsomiele, e confina con le unità di primo livello dalle borgate Oreto-Guadagna, Bonagia, Chiavelli-Santa Maria di Gesù e Villagrazia. 

## Origine del nome
Falsomiele
Le origini di tale nome sono incerte e vi sono due interpretazioni. La prima, effettuata da diversi studiosi attraverso le epoche, trova in "Falsomiele" la corruzione di un nome latino, per cui il nome deriverebbe da Fahssimeriae, ovvero podere di Maria. Ciò sarebbe spiegabile in diversi bagli in cui vi erano cappelle dedicatorie alla Madre di Dio. Il nome potrebbe poi essere stato trasformato dal popolo in Fausumeli, quindi in "Falsomiele". Più fantasiosamente qualcuno ha proposto recentemente l'idea che il nome potesse derivare dall'arabo Fahs-el-emir, podere dell'Emiro, non attendibile comunque dai più degli studiosi dei toponimi locali.
La seconda branca interpretativa proviene dal popolo e dalle tradizioni orali. Secondo quest'ultima, in questa zona erano anticamente coltivate le Cannamele, delle piante da cui si estrae una sostanza zuccherina che veniva usata come un surrogato, meno pregiato, del miele, pertanto, secondo questa teoria, il nome Falsomiele sarebbe proprio inteso come un "finto miele", e non come la corruzione di altri termini antichi e perduti.
L'ipotesi del nome latino probabilmente è la più plausibile, in quanto documentata da importanti storici palermitani quali Antonio Mongitore e Michele Amari, che ne trattano tra i loro studi, tuttavia anche l'influenza delle possibili coltivazioni nella zona non è una teoria da escludere. 
Borgo Ulivia
Costruito su progetto ambizioso, in una zona agreste della Conca d'Oro, a sud della città, ogni plesso popolare prevedeva un giardino interno con alberi di olivo. Questo diede il nome al quartiere attuale, Borgo degli "ulivi-uliveti", e quindi "Borgo Ulivia".

## Storia

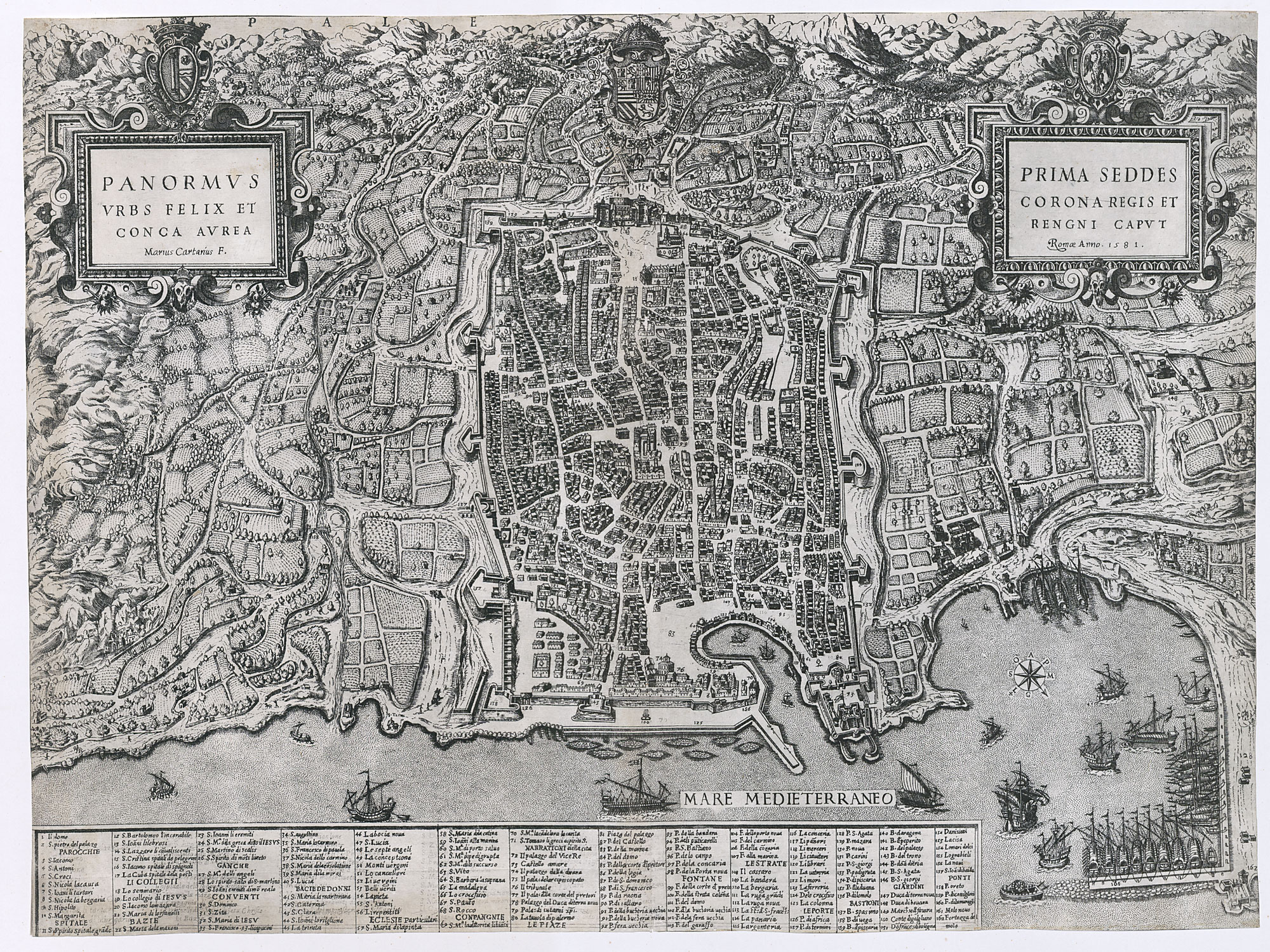
Mario Cartaro, Panormus urbs felix et conca aurea, mappa del 1581. Sulla sx è visibile la vallata in cui si sviluppano i quartieri attuali di Falsomiele e Borgo Ulivia.

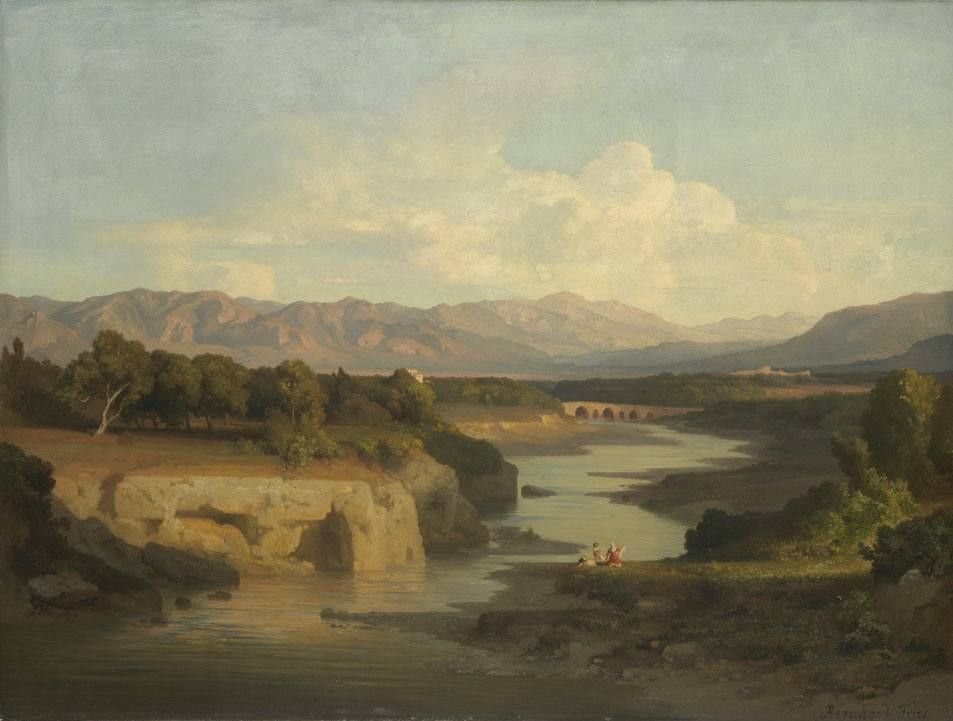
Bernhard Fries, "La Valle dell'Oreto vicino a Palermo", Bayerische Staatsgemäldesammlungen, 1860 circa

Jenny Bergensten, "Palermo. Panorama da S.M. di Gesù", foto storica del 1888 circa da S. Maria di Gesù, nella quale si vede parte della vallata in cui rientrano le borgate

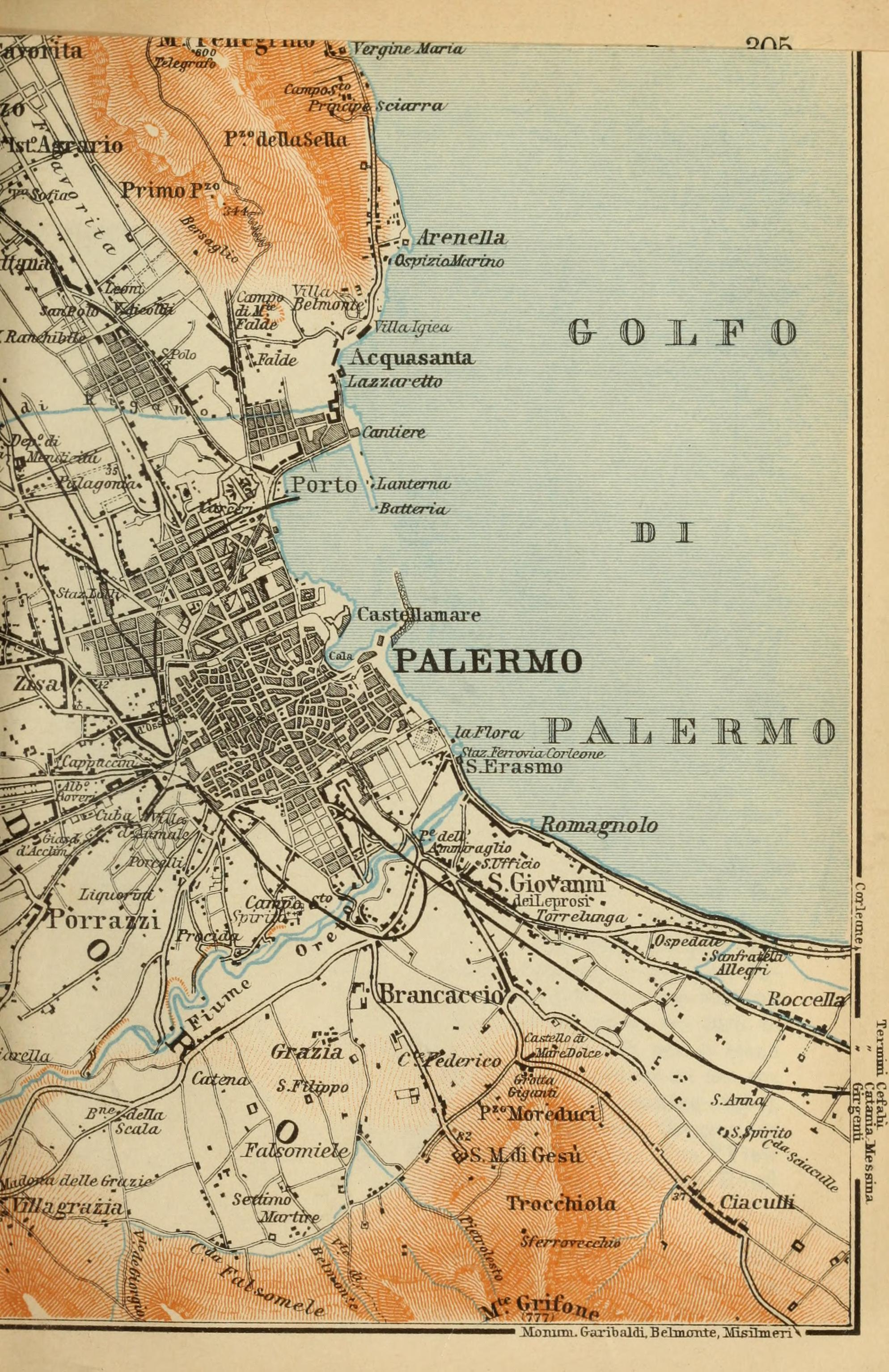
Mappa di Palermo (1908), in cui si vede in basso lo spazio ancora non urbanizzato delle due borgate Falsomiele e Borgo Ulivia

Il territorio storicamente si caratterizzava prettamente per la natura incontaminata e agricola della sua zona, nelle vicinanze del fiume Oreto, se nonché, in parte, come zona di villeggiatura per ceti nobiliari in età medievale (es. famiglia Chiaramonte). Le vie storiche sono: via Villagrazia, che attraversa le due borgate, e via Ponte Rotto, che in antico collegava la zona di campagna con le vicinanze della città.
Il primo quartiere, Falsomiele, situato a sud del centro storico, è compreso tra la circonvallazione, il tracciato del fiume Oreto e la via Villagrazia. Quest'ultima costituisce il limite nord del piano urbanistico per Borgo Ulivia, in buona parte disatteso, elaborato dagli architetti Giuseppe Caronia, Luigi Epifanio, Vittorio Ziino e dall'ingegnere Vincenzo Nicoletti. Nella parte più a sud di questo quartiere, più vicino alla via Oreto Nuova, si distingue il nucleo sperimentale di Borgo Ulivia (1956-1962) progettato e realizzato da Giuseppe Samonà (capogruppo), Antonio Bonafede, Roberto Calandra e Edoardo Caracciolo. 
L'area si è sviluppata a partire dalla zona ovest della circoscrizione intorno agli anni ‘50-'60, attraverso la costruzione di vari nuclei di case popolari, in buona parte basati su un progetto redatto negli anni 1957-59, ispirato agli insediamenti tradizionali siciliani, caratterizzati da case a bassa densità intorno a una strada corridoio e una piazza principale.
Questo primo progetto ha visto poi in fase realizzativa una notevole diversificazione nella densità e nelle tipologie edilizie, ed è stato affiancato dagli anni '70 in poi da interventi di edilizia residenziale privata nella zona est più vicina al centro della città. Nel quartiere nel corso del tempo si è verificato un considerevole incremento della popolazione e a questo fenomeno, dovuto principalmente all'emigrazione delle famiglie dal centro alla periferia della città, si sono associati nel tempo svariati cambiamenti socio-culturali ed economici.
Diverse sono le aree private abbandonate e lasciate incolte tra strade e palazzi.
Nella zona ancora non estesa alle costruzioni incontrollate dell'epoca attuale resiste qualche antica masseria/baglio secolare, come la Villa Tarallo, poi Achates, poi dei Baroni De Simone e poi dei Conti Wirz, di cui rimangono solo i piloni dell'entrata della Villa, la Villa Maria, ancora esistente, e il Baglio Sanfilippo.

## Monumenti e luoghi d'interesse
Il territorio, comprendente le zone di Falsomiele e Borgo Ulivia, è limitato da:
- via Villagrazia/il muro di cinta ovest dell'Ospedale Guadagna;
- via dell'Orsa Minore/via Belmonte Chiavelli;
- viale Regione Siciliana sud-est.

Il quartiere di Falsomiele è inscrivìbile entro: via Villagrazia a nord, viale Regione Siciliana sud-est a sud, fino a via Ponte Rotto. Per Falsomiele storicamente si intendeva la parte della Conca d'Oro tutt'al più oltre l'attuale quartiere di Bonagia, ovvero dove vi è la via Falsomiele, nei pressi di Belmonte Chiavelli, fino al cimitero di Santa Maria di Gesù. È caratterizzata sostanzialmente da un'edilizia residenziale pubblica riconoscibile dal colore bianco. 
Il quartiere di Borgo Ulivia è inscrivìbile entro: da via Ponte Rotto a nord-ovest, via Villagrazia a nord, viale Regione Siciliana sud-est a sud, e via dell'Orsa Minore a sud-est fino a via Belmonte Chiavelli. Di carattere edilizio variegato, la parte residenziale pubblica è riconoscibile dal laterizio di colore rosso. La via Sanfilippo è la strada che distingue e fa da cerniera fra la zona di edilizia popolare (primo nucleo realizzato) con quello residenziale privato (nucleo secondario realizzato).

### Architetture religiose
- Parrocchia San Giovanni Maria Vianney Curato d'Ars a Falsomiele, in via della Capinera 13 (costruita nel 1952-54)[6].
- Parrocchia Santa Caterina da Siena a Borgo Ulivia, in via dell'Airone 18, di fronte il Piazzale Maria Carmelina Leone (consacrata nel 1989)[7][8][9].

Nell'attuale Borgo Ulivia esistevano: nell'odierna via Sanfilippo una cappella rurale dedicata a San Filippo Neri, e nei pressi di Largo Entella la chiesa Madonna della Grazia a Baglio Niscemi. Esistono tuttora: la Chiesa Madonna delle Grazie al Baglio Settimo, la Cappella Madonna del Carmine, e - nei pressi dell'attuale borgata - la Chiesa della Madonna della Grazia di Fausomeli. A Piazzale della Costellazione un'alta stele (1980) termina con una statua raffigurante la Madonna.

### Architetture civili
- Ponte Rotto, nella via omonima (traversa di via Villagrazia). Realizzato fra il XVI-XVII secolo, probabilmente su un ponte preesistente più antico, nel Settecento, a causa di uno straripamento del fiume Oreto, fu gravemente danneggiato e non più sostituito. Collegava alla città le borgate di Belmonte Chiavelli, Santa Maria di Gesù e le sparute case che costeggiavano via Villagrazia bassa. Si trovava all'altezza fra l'attuale via Villagrazia n. 141 e - superato il fiume Oreto - circa all'altezza di Santo Spirito[10].

Diverse storiche torri dell'acqua, circa cinque (come ad esempio quella nella storica via del Capricorno, angolo con via Sirio), tipiche costruzioni del passato, sono ancora visibili e inglobate nel quartiere Borgo Ulivia. 
Le principali strutture civili e sociali, pubbliche e private, presenti nei due quartieri sono: l'Ospedale Guadagna e l'ASL, il Consultorio Familiare, l'Ufficio Postale, tre banche, la Palestra Comunale, il Centro Sportivo Falsomiele, lo Sporting Village e il Cinema Colosseum (nei pressi). L'Istituto Comprensivo “Luigi Pirandello – Borgo Ulivia" comprende: la Scuola dell'Infanzia di via Villagrazia 110, la Scuola dell'Infanzia Borgo Ulivia, la Scuola Primaria Borgo Ulivia e la Scuola Secondaria di primo grado Luigi Pirandello (1993-1994). Si trova al confine tra il quartiere Borgo Ulivia e il quartiere Belmonte Chiavelli il complesso sportivo PalaOreto.

### Aree naturali
- Area naturale del fiume Oreto, che delimita i quartieri. Il futuro "Parco del Fiume Oreto" prevede una messa in sicurezza per la fruizione e una riqualificazione delle aree della vallata, rese pubbliche, e zone circostanzi del fiume di Palermo[12].

## Geografia antropica
In ragione dell'estensione dell'area, la struttura urbana del quartiere Falsomiele-Borgo Ulivia appare eterogenea e al suo interno sono distinguibili contesti morfologici e sociali differenti. 
Le vecchie mulattiere, le borgate o i bagli che si trovano in prossimità di Borgo Ulivia, seppur riconoscibili nell'aspetto storico, risultano ai giorni nostri quasi commisti e inglobati agli insediamenti di edilizia residenziale. In questa parte del territorio sono presenti anche villette monofamiliari e alcune strutture condominiali di più recente costruzione. 
I connotati di località e borgata agricola sono stati eliminati del tutto per far posto a diversi condomini, divenuti la nuova casa di numerose famiglie provenienti dal centro storico nel secondo dopoguerra e dai centri della provincia.
Tuttavia, specialmente fra gli insediamenti di case popolari destinate alle famiglie meno abbienti, persiste un certo isolamento rispetto al centro cittadino, e insieme agli altri quartieri residenziali della zona sud, è ritenuta un'area periferica della città di Palermo.
I due quartieri di Falsomiele e Borgo Ulivia vengono spesso confusi in un unico quartiere o erroneamente indicati anche come Bonagia, nome di un quartiere confinante.

## Infrastrutture e trasporti

### Strade
Le arterie principali dei due quartieri sono la via dell'Orsa Minore e via dell'Orsa Maggiore, alle quali si aggiungono via San Filippo, la storica via Villagrazia (l'unica vera e propria strada, fino agli anni '70, che collegava col resto della città) e viale Regione Siciliana Sud Est, che rappresenta al tempo stesso una delle principali arterie d'accesso alla zona sud di Palermo. 
In prossimità di Falsomiele-Borgo Ulivia corre il raccordo con la circonvallazione di Palermo. Tale strada è interessata da un traffico intenso, sia per i veicoli che dall'autostrada entrano in città, sia per autobus e TIR in transito. Due moderni ponti collegano le due parti della città, divise dalla circonvallazione: il Ponte Bonagia e il Viadotto Carlo Perrier.

### Mobilità urbana
Il quartiere è servito dalle linee autobus urbane 100, 209, 230, 241, 243 e N6 (navetta notturna) dell'azienda municipalizzata AMAT. Alcune linee sono state recentemente soppresse: 220, 368, 548.
Il quartiere sarà interessato dai lavori per la realizzazione del tram di Palermo (rete tranviaria di Palermo) della Tratta D, Linea 4/2, prolungamento della linea 4 esistente per km 9,375 (A/R), secondo l'attuale schema (singolo binario per ogni carreggiata), dalla Stazione FF.SS. Orleans a Bonagia. Tratta Linea Stazione FF.SS. Orleans, Via Gaetano Lodato, Via Parlavecchio, attraversamento fiume Oreto, via Villagrazia; via San Filippo sino a via del Levriere - (PRIORITÀ 4).
È in progetto un nuovo Ponte sull'Oreto per permettere il passaggio della linea tranviaria D e del collegamento delle due sponde cittadine. Il moderno ponte, del tipo ad arco ribassato, ospiterà due carreggiate per il traffico su gomma, piste ciclabili e percorsi pedonali; inoltre la sua realizzazione sarà l'occasione per la creazione di due punti di accesso al futuro Parco dell'Oreto.